# Richard Bentall
Richard Bentall, född 30 september 1956, är en professor i klinisk psykologi vid Universitetet i Sheffield.

## Forskning
Bentall hade tidigare publicerat forskning om skillnaderna mellan operant betingning hos människor och djur, och om behandling av kroniskt trötthetssyndrom. Men Bentall är dock mest känd för sin forskning beträffande psykoser, särskilt angående de psykologiska processer som antas ligga bakom vanföreställningar och hallucinationer, och han har publicerat extensivt beträffande ämnet. I sin forskning om paranoida vanföreställningar har han utforskat idén att dessa uppstår på grund av dysfunktionella försök att reglera självkänslan, så att den paranoida patienten tillskriver negativa upplevelser till andra människors avsiktliga handlingar. I sin forskning om hallucinationer har han identifierat ett misslyckande i källkontrollen (den process genom vilken händelser tillskrivs antingen sig själv, eller externa källor) som ansvarig för personens oförmåga att erkänna att deras inre tal (verbala tankar) tillhör dem själva. Tillsammans med många andra brittiska forskare har han använt dessa upptäckter för att utveckla nya psykologiska, baserade på kognitiv beteendeterapi. Dessa studier och försök har omfattat randomiserade kontrollerade försök med KBT för patienter med enstaka episoder, och patienter som bedöms vara i ett risktillstånd.
I ett tankeexperiment från 1992 postulerade Bentall att lycka skulle kunna klassificeras som en psykiatrisk störning. Syftet med artikeln var att visa att det är omöjligt att definiera psykiatriska störningar utan hänvisning till olika värderingar. Uppsatsen nämndes i det satiriska tv-programmet Have I Got News for You och citerades av romanförfattaren Philip Roth i hans roman Sabbath's Theater.
Bentall har också redigerat och skrivit flera böcker, framför allt Madness Explained, som vann British Psychological Society Book Award år 2004. I denna bok förespråkar han ett psykologiskt förhållningssätt till psykoser, förkastar begreppet schizofreni och anser att symtom är värda att undersöka, i kontrast till att förlita sig på de kraepelinska syndromen. (Avvisandet av Kraepelins stora idé, om att allvarliga psykiska sjukdomar kan delas in i diskreta typer förekommer i bokens inledande kapitel). I en recension av i Sunday Times sammanfattades bokens ståndpunkt som följande: "Liksom Szasz är Bentall fast motståndare till den biomedicinska modellen, men han tar också avstånd från extrema socialrelativister som skulle förneka galenskapens verklighet." I boken argumenterar också Bentall för att det inte finns någon tydlig skillnad mellan dem som diagnostiserats med psykiska sjukdomar och de som kallas "friska". Även om denna uppfattning är mer allmänt accepterad inom psykiatrin när det gäller ångest och depression, insisterar Bentall på att schizotypa upplevelser också är vanliga.

## Utmärkelser
- May Davidson Award
- Fellow, British Academy